# Иван Филипов (политик)
Вижте пояснителната страница за други личности с името Иван Филипов.
Иван Асенов Филипов е български политик от СДС.

## Биография
През 1974 завършва ВМЕИ, а от 1977 до 1991 година работи като началник на секция в Централния институт по изчислителна техника. През 1973 г. е вербуван за агент и секретен сътрудник от I управление (разузнаване) на Държавна сигурност с псевдоним Винер. Снет от действащ оперативен отчет, а през 1989 г. отново възстановен. От 1991 до 1993 година е заместник-министър и главен секретар към министерството на околната среда. В периода 1993 – 1997 година е директор на програма ФАР за околната среда. През 1997 е назначен за кратко за министър на околната среда. След 1998 е пълномощен министър в Израел.